# SMS Maros

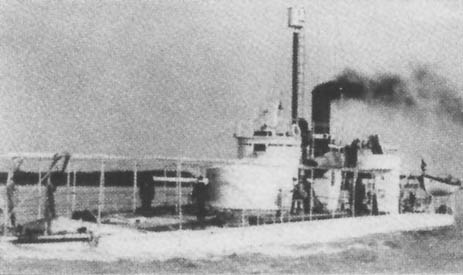
SMS Maros

«Марош» був одним з двох перших річкових моніторів ВМС Австро-Угорщини і Європи у цілому.
Разом із однотипним Leitha у 1878 році він використовувався для підтримки австро-угорської армії під час окупації Боснії та Герцеговини.
Завдяки масштабній модернізації у 1893—1894 роках, під час якої він отримав нові гармати та котли, монітор, попри серйозний вік, застосовувався і під час Першої світової війни. Після її завершення використовувався Угорською радянською республікою у бойових діях проти Чехословаччини. Утилізований у 1921 році.